# Переулок Ивана Козловского (Киев)
Переу́лок Ива́на Козло́вского  — переулок в Печерском районе города Киева, местности Бессарабка, Липки. Пролегает от Круглоуниверситетской до Шелковичной улицы.
Движение — одностороннее.

## История
Переулок Ивана Козловского возник в 1-й четверти XX столетия (впервые зафиксирован на карте города 1918 года; возник вероятно в 1913—1916 годах) под названием Новолевашовский переулок. С 1939 года — проезд Дзержинского, с 1970-х годов — переулок Дзержинского (без официальной смены названия).

Памятник Ивану Козловскому (июль 2009 года)

Современное название — с 2000 года, в честь певца Ивана Козловского. В сквере на пересечении переулка и Шелковичной улицы в 2008 году певцу открыт памятник.

## Застройка
Застройка переулка — преимущественно дома 1930—50-х годов, однако здание № 4 сооружено в 1910-х годах.

## Важные учреждения
- № 3 — Украинский гуманитарный лицей КНУ им. Т. Шевченко; Академия европейских языков.

## Почтовый индекс
01024

## Географические координаты
Координаты начала
50°26′33″ с. ш. 30°31′35″ в. д.
координаты конца
50°26′28″ с. ш. 30°31′41″ в. д.